# الأمن الغذائي في موزمبيق
يعتبر الأمن الغذائي في موزمبيق الغذاء الأسوء حيث يعاني 64% من الشعب الموزمبيقي من انعدام الأمن الغذائي. وتنتشر النسبة الأكبر في جنوب البلاد بنسبة (75%) تقريبا.

## العوامل الصحية
تتأثر الصحة العامة بموزمبيق بانعدام الأمن الغذائى بالبلاد.
ووفقًا لتقرير التنمية البشرية لبرنامج الأمم المتحدة  للتنمية لعام 2009، يعيش حوالى 55% من الشعب الموزمبيقى في الفقر، أكثر من نصفه غير متعلم، 40% يعانون من سوء التغذية، يحصل 47% فقط على المياه النقية، بالإضافة إلى وصول متوسط العمر المتوقع هند الولادة على 48 سنة. تحتل موزمبيق المرتبة ال165 من بين ال169 دولة بمؤشر التنمية البشرية وذلك بسبب انعدام الأمن الغذائى بالبلاد.
تعانى البلاد أيضًا من أعلى معدلات انتشار مرض الإيدز بها في العالم. يعد انتشار مرض الإيدز مستوى آخر لأوجه هشاشة وضع الأسر الريفية الفقيرة  مما يؤدى إلى تفاقم  مستويات الفقر وسوء التغذية. تضع تلك العوامل الإنتاج الزراعى للبلاد للخطر.

## عادات الزراعة
مع اعتماد أكثر من 80 بالمئة من سكان موزمبيق على الزراعة لكسب العيش، يعد الأمن الغذائى الموزمبيقى شديد الاضطراب. تشغل المزارع 90 % من مساحة أراضى البلاد (10هكتار- 25فدان أو أقل) ، و الزراعة الإنتاجية ذات النطاق الواسع شبه منعدمة.
تعانى موزمبيق من الكثير من البلاءات ويعد أكثرهم تدميرًا للزراعة هو الجراد الأحمر المنتشر في حوض بونجوى.

## كوارث طبيعية بعد الغذائية
تتعرض موزمبيق إلى الكثير من الكوارث الطبيعية مثل الجفاف و الفيضانات، و بلغ عددهم 15 في ال25 سنة الماضية. تسببت هذه الأحداث في تخريب القطاع الريفى واقتصاد الدولة العام. فعلى سبيل المثال أثرت الفياضانات عام 2000 على حوالى مليوني شخص، في حين أن أثر الجفاف عام 1994 و 1996 على 1.5 مليون شخص في جنوب ووسط البلاد.
تحدث الأعاصير خلال موسم الحصاد، وذلك من شهر أكتوبر إلى شهر إبريل. فعلى سبيل المثال، في فبراير 2007، تسبب إعصار فلافيو في خراب في مقاطعة إنهامبان، صوفالا ومانيكا.
يعد الفقراءالأكثر تأثرًا بالكوارث المناخية وذلك ببساطة بسبب ظروف فقرهم.لا تملك الأسر إلا سلع  محدودة لبيعها وإستهلاكهم منخفض بطبيعة الحال، ففى أوقات الندرة، لا يملكون ما يكفى وذلك بسبب انعدام الأمن الغذائى.
لا تمتلك معظم الأسر إلا دخلًا قليلًا أو يعانون من الأمن الغذائى، وتحصل الأسر التي تديرها النساء على أقل من ذلك.
لدى موزمبيق نظام على مستوى المدن. تساعد المشروعات الممولة ذات الصلة بالنظام الوطني لتحذير الحكومة على التعامل مع الأمن الغذائي في موزمبينق.